# Longview (Washington)
Longview è una città degli Stati Uniti d'America, nella Contea di Cowlitz, nello Stato di Washington. Posta alla confluenza del fiume Cowlitz nel fiume Columbia, confina ad est con la città di Kelso, capoluogo di contea.

## Curiosità
- I Green Day suonarono la loro canzone Longview per la prima volta qui, nel 1992, e per questo la chiamarono così.